# Elezioni parlamentari in Afghanistan del 2005
Le elezioni parlamentari afghane del 2005 si sono svolte il 18 settembre 2005.

## Cronologia
Dalla presa di Kabul da parte degli integralisti talebani nel 1996, il parlamento afgano non esiste più.
Il nome del parlamento era Shura-e Ahl-e Hal-a-Aqad (Consiglio per la Liberazione e la Conciliazione). Dopo la sconfitta dei talebani è stata convocata nel giugno 2002 la Loya Jirgah (Grande Assemblea), assemblea straordinaria di personalità del paese e capi tribali, che ha confermato Karzai a capo del Governo, incaricando lo stesso governo di organizzare elezioni presidenziali e parlamentari entro due anni.
Dopo le elezioni presidenziali del 9 ottobre 2004 che hanno confermato Karzai alla presidenza, le elezioni parlamentari sono state ulteriormente rinviate.
Finalmente, dopo oltre tre anni dalla Loya Jirgah, si sono tenute il 18 settembre 2005 in Afghanistan le elezioni parlamentari della Camera del Popolo (Wolesi Jirga) e quelle dei consigli provinciali. Il ritardo delle elezioni rispetto al calendario prefissato è stato dovuto a difficoltà logistiche e finanziarie, oltre che ai problemi legati alla insicurezza nel territorio. Continuano infatti gli scontri con la guerriglia dei talebani e il predominio di bande armate al servizio dei "signori della guerra" e dei trafficanti di oppio nelle province. Del resto, diversi candidati sono stati uccisi prima delle elezioni.
I risultati finali sono stati annunciati il 12 novembre 2005, ma sono di difficile valutazione. Infatti, tutti i candidati concorrevano formalmente come indipendenti senza appartenenza partitica, anche se in realtà potevano appartenere a un partito o fiancheggiarlo (ma ciò non sempre era percepibile dalla gran massa degli elettori).
Dei 249 seggi, 10 erano riservati alla minoranza dei nomadi Kuchi e 68, il 25 % alle donne. Le donne elette sono però state alla fine il 28 %, oltre la quota minima prefissata. Questo fatto è stato considerato molto positivo dagli osservatori internazionali, sia perché la rappresentanza femminile è considerata meno propensa all'uso delle armi per risolvere i conflitti, sia perché il regime dei talebani, al potere a Kabul fino al 2001, aveva relegato le donne afgane in una condizione di netta inferiorità rispetto agli uomini.
Comunque, sembra che i "signori della guerra" e i loro seguaci abbiano la maggioranza in parlamento e nei consigli provinciali. La situazione non è però molto chiara perché sono stati eletti anche molti personaggi poco rappresentativi a causa della particolare legge elettorale.
I parlamentari (e i consiglieri provinciali) vengono infatti eletti in collegi provinciali, in ognuno dei quali vengono scelti un certo numero di deputati, in rapporto alla popolazione. Il voto è singolo e non trasferibile, e vengono eletti i candidati con più preferenze. Di conseguenza i più votati ottengono percentuali considerevoli, ma un solo seggio ciascuno, mentre gli ultimi dell'elenco degli eletti hanno un numero di voti relativamente basso, ma ottengono in ogni caso un seggio.
Troviamo quindi in parlamento persone che nel loro collegio hanno avuto oltre il 10 % accanto ad altri che hanno raggiunto sì e no l'1 %, quindi scarsamente rappresentativi delle scelte dell'elettorato. Questo sistema elettorale è stato appoggiato tra gli altri proprio dal presidente Karzai, il quale intendeva in questo modo limitare il potere dei "signori della guerra", che con altri sistemi elettorali avrebbero dominato ancor di più il parlamento.
I candidati per i consigli provinciali sono stati 3025, mentre quelli per la Camera del Popolo erano 2707 (328 donne). Per distinguere i diversi candidati indipendenti, visto anche l'analfabetismo di buona parte della popolazione, è stato assegnato loro un simbolo, oggetti come palle, automobili o fiori.
L'affluenza è stata stimata intorno al 50%, una partecipazione ancora abbastanza buona per un paese nelle condizioni dell'Afghanistan, ma considerevolmente più bassa rispetto alle elezioni presidenziali dell'anno prima, superiore al 75%. La partecipazione al voto è stata un po' più alta nelle aree abitate da turkmeni, uzbechi e tagichi, generalmente sopra il 60%, e più bassa nelle regioni abitate dai pashtun, in particolare quella sud-orientale dove sono più forti i guerriglieri talebani, ma anche a Kabul, dove è stata solo del 34%. Quest'ultimo dato è stato letto da alcuni come un segnale di sfiducia nei confronti del presidente Karzai, visto che l'autorità del governo viene esercitata soprattutto nella capitale (tanto che Karzai è soprannominato "sindaco" di Kabul).

## Principali partiti
- Hezb-e-Nuhzhat-e-Mili Afghanistan (Partito del Movimento Nazionale dell'Afghanistan)
- Hezb-e-Congra-e-Mili Afghanistan (Partito del Congresso Nazionale dell'Afghanistan)
- Nuhzat-e-Hambastagee Mili Afghanistan
- Hezb-e-Istiqlal-e-Afghanistan (Partito dell'Indipendenza dell'Afghanistan)